# République centrafricaine aux Jeux olympiques d'été de 1968
Le République centrafricaine participe aux Jeux olympiques de 1968 à Mexico. Il s'agit de sa 1re participation à des Jeux olympiques d'été, le Comité national olympique et sportif centrafricain ayant été créé en 1963.

## Athlétisme
Gabriel Mboa termine 13e de sa série du 5 000 mètres et n'accède pas à la finale.
| Athlète      | Épreuve | Demi-finales  | Demi-finales | Finale   | Finale |
| Athlète      | Épreuve | Résultat      | Rang         | Résultat | Rang   |
| ------------ | ------- | ------------- | ------------ | -------- | ------ |
| Gabriel Mboa | 5000 m  | 17 min 33 s 1 | 13e          | NC       | NC     |